# Walshomyia juniperina
Walshomyia juniperina är en tvåvingeart som beskrevs av Ephraim Porter Felt 1908. Walshomyia juniperina ingår i släktet Walshomyia och familjen gallmyggor.
Artens utbredningsområde är Kalifornien. Inga underarter finns listade i Catalogue of Life.